# Nello Correale
Nello Correale (eigentlich Aniello Correale, * 1955 in Mercato San Severino) ist ein italienischer Filmregisseur und Drehbuchautor.

## Leben
Correale diplomierte in Philosophie an der Universität Mailand, wonach er Kurse für Regie an der Scuola di Cinema und dem Piccolo Teatro der Stadt besuchte. 1981 bis 1989 arbeitete er als Dozent für Philosophie und Drehbuch. Dokumentarische Arbeiten und Assistenzen bei z. B. Maurizio Nichetti folgten. 1997 inszenierte er selbst; sein Erstlingswerk Fairway – Un strada lunga un sogno wurde jedoch erst zwei Jahre später und für kurze Zeit in den Kinos gezeigt. Sein zweiter Film handelt von auswanderungwilligen Sizilianern zu Beginn des 20. Jahrhunderts, die statt in den USA in der Toskana landen. 2002 drehte er seinen bislang letzten Film.
Weiterhin drehte Correale Dokumentarfilme und dokumentarische Inszenierungen, die bevorzugt sizilianische Themen in den Mittelpunkt stellen.

## Filmografie
- 1997: Fairway – Un strada lunga un sogno
- 1998: Oltremare
- 2002: Sotto gli occhi di tutti